# 에펠 65
에펠 65(Eiffel 65)는 이탈리아의 3인조 유로댄스, 이탈로 댄스 그룹이다.

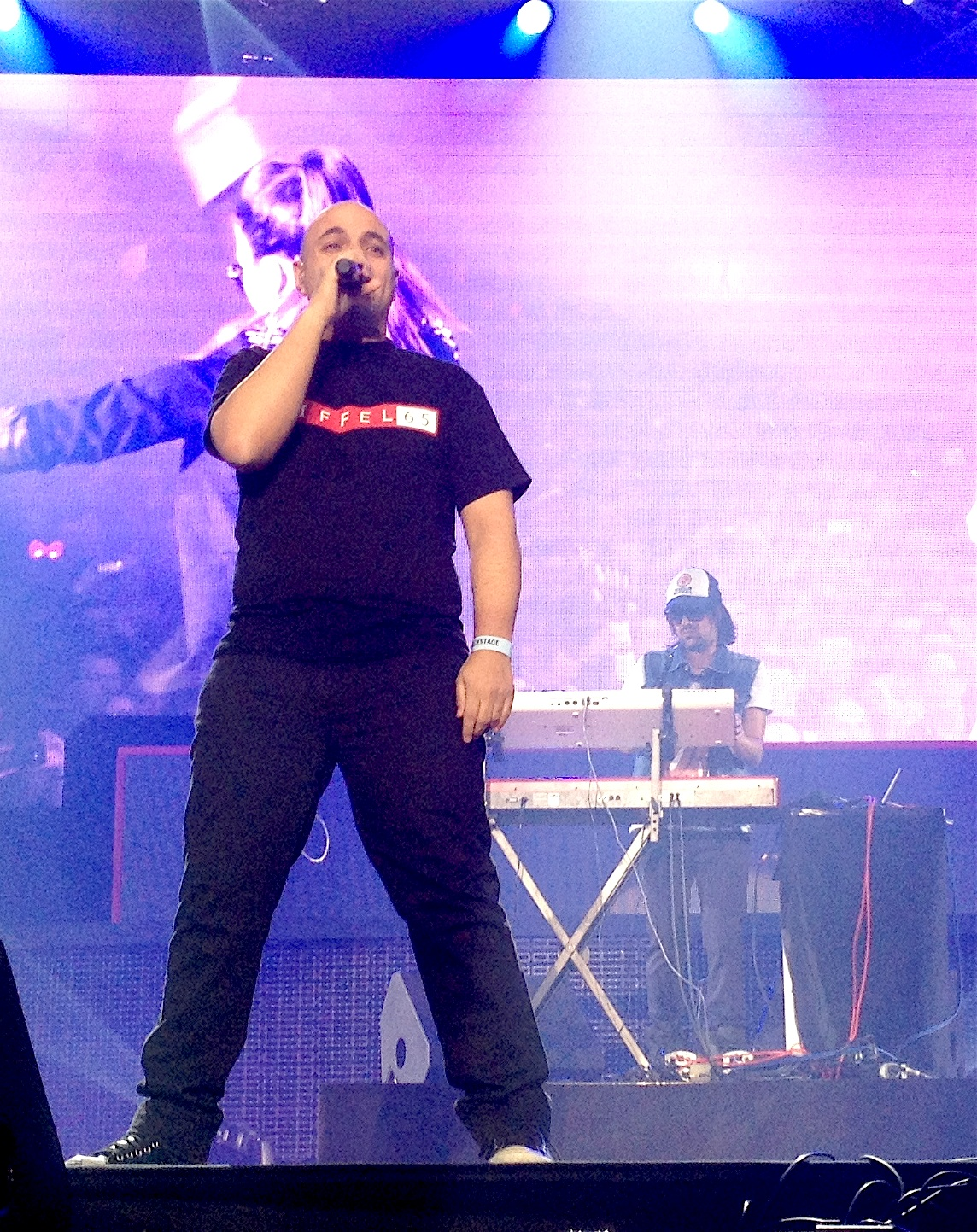
벨기에 하셀트에서 공연중인 에펠65 (2013년 4월)